# Luis Pascual Dri
Luis Pascual Dri (Federación, 17 aprile 1927 – Buenos Aires, 30 giugno 2025) è stato un cardinale argentino, dal 2007 alla morte confessore nel Santuario di Nostra Signora di Pompei a Buenos Aires.

## Biografia
Nacque il 17 aprile 1927 a Federación, provincia di Entre Ríos, da Antonio Dri ed Estela Lodi, di origine italiana. Nel 1938 entrò nel Seminario dei Cappuccini, compiendo gli studi primari e secondari. Dopo aver trascorso gli anni di noviziato in Uruguay, emise la professione perpetua nel 1949 e il 29 marzo 1952 venne ordinato sacerdote dal cardinale Antonio María Barbieri, O.F.M.Cap., nella cattedrale di Montevideo.
Diverse volte venne ricordato da papa Francesco come esempio di buon confessore e raccontò anche un aneddoto con queste parole: «Ricordo un grande confessore, un padre cappuccino, che esercitava il suo ministero a Buenos Aires. Una volta venne a incontrarmi, voleva parlare. Mi disse: “Ti chiedo aiuto, ho sempre tanta gente davanti al confessionale, gente di ogni tipo, umile e meno umile, ma anche tanti preti... Io perdono molto e a volte mi viene uno scrupolo, lo scrupolo di aver perdonato troppo”. Abbiamo parlato della misericordia, e gli ho chiesto che cosa facesse quando provava quello scrupolo. Mi ha risposto così: “Vado nella nostra cappellina, davanti al tabernacolo e dico a Gesù: Signore, perdonami perché ho perdonato troppo. Ma sei stato tu a darmi il cattivo esempio!”. Questo non lo dimenticherò mai. Quando un sacerdote vive così la misericordia su sé stesso, può donarla agli altri».

### Cardinalato
Il 9 luglio 2023, al termine dell'Angelus, papa Francesco annunciò la sua creazione a cardinale; nel concistoro del 30 settembre seguente lo creò cardinale diacono di Sant'Angelo in Pescheria. A motivo dell'età avanzata non fu presente al concistoro.
Avendo già superato gli ottant'anni al momento dell'annuncio, non godette del diritto di entrare in conclave e di essere membro dei dicasteri della Curia romana, in conformità all'art. II § 1-2 del motu proprio Ingravescentem Aetatem, pubblicato da papa Paolo VI il 21 novembre 1970.
L'11 ottobre 2023 ricevette la berretta e l'anello cardinalizio per mano dell'arcivescovo Mirosław Adamczyk, nunzio apostolico in Argentina, durante una celebrazione nella cattedrale della Santissima Trinità a Buenos Aires.
Morì il 30 giugno 2025 a Buenos Aires all'età di 98 anni. In seguito ai funerali celebrati due giorni dopo dall'arcivescovo Jorge Ignacio García Cuerva presso il Santuario di Nostra Signora di Pompei, venne sepolto all'interno dello stesso edificio.